# Daring Tact
Daring Tact (en japonais : デアリングタクト), née en 2017, est un cheval de course japonais, lauréate de la triple couronne des pouliches en 2020.

## Carrière de courses
Passée aux ventes de yearlings où elle trouve preneur pour près de 13 millions de yens (environ 90 000 €), Daring Tact ne court qu'une fois à 2 ans, en novembre, pour une victoire dans un maiden à Kyoto. On la retrouve en 2020 au départ d'une préparatoire aux classiques, qu'elle remporte aisément, se posant en favorite du Oka Shō, les 1000 Guinées japonaises. Le jour J, Daring Tact domine facilement ses rivales, puis remet ça dans le Yūshun Himba, les Oaks, où elle ne rencontre guère plus d'opposition. Après la trêve estivale, elle rentre directement et victorieusement dans la troisième manche de la triple couronne, le Shūka Shō, ce qui fait d'elle la sixième lauréate de la triple couronne, la première à boucler ce challenge en restant invaincue. Elle est donc assurée du titre de meilleure pouliche de l'année au Japon.
Reste à savoir comment conclure cette saison parfaite. Ce sera dans la Japan Cup. Mais cette année-là, Daring Tact n'est pas la seule à défrayer la chronique, car les mâles ont aussi trouvé leur champion : Contrail a lui aussi gagné la triple couronne en étant invaincu (un exploit que seuls Symboli Rudolf et son père Deep Impact avaient réalisé avant lui), et lui aussi a choisi la Japan Cup comme objectif de fin d'année. Et ce n'est pas tout : celle qui a précédé Daring Tact au palmarès de la triple couronne des pouliches, la grande Almond Eye, est aussi de la partie et cherchera à réussir ses adieux avant de partir au haras. Bref, le plateau est exceptionnel dans cette Japan Cup 2020, assurément la plus belle de l'histoire : trois lauréats de triple couronne au départ d'une même épreuve, dont deux invaincus, c'est du jamais vu. Et les étrangers n'ont même pas osé faire le déplacement, hormis l'extrême outsider français Way to Paris, condamné à faire de la figuration. Au final c'est l'aînée qui a le dernier mot : Almond Eye devance Contrail d'une encolure, Daring Tact est troisième une longueur et demi plus loin.
Peut-être Daring Tact ne s'est-elle jamais remise de cette historique match à trois. Car elle ne regagnera plus aucune des huit courses qu'elle dispute à 4 et 5 ans. Son année de 4 ans avait pourtant correctement commencé, avec une petite défaite dans un groupe 2 à Hanshin en prélude à une tentative à Hong Kong dans la Queen Elizabeth II Cup qui se solde par une troisième place derrière ses compatriotes Loves Only You et Glory Vase. Mais Daring Tact s'arrête là : une blessure la contraint à mettre prématurément un terme à sa saison, et elle ne reparaît que plus d'un an plus tard. Désormais âgée de 5 ans, elle ne peut qu'obtenir qu'un second accessit dans le Takarazuka Kinen, mais accumule les déconvenues. Pourtant sa dernière apparition reste honorable avec une quatrième place dans la Japan Cup.

### Résumé de carrière
| Date         | Hippodrome  | Pays        | Course                 | Statut      | Distance    | Jockey        | Place       | Écart       | Vainqueur ou deuxième |
| 2019, 2 ans  | 2019, 2 ans | 2019, 2 ans | 2019, 2 ans            | 2019, 2 ans | 2019, 2 ans | 2019, 2 ans   | 2019, 2 ans | 2019, 2 ans | 2019, 2 ans           |
| ------------ | ----------- | ----------- | ---------------------- | ----------- | ----------- | ------------- | ----------- | ----------- | --------------------- |
| 16 novembre  | Kyoto       | Japon       | Inédits                |             | 1 600 m     | K. Matsuyama  | 1er / 11    | 3/4         | No Security           |
| 2020, 3 ans  |             |             |                        |             |             |               |             |             |                       |
| 8 février    | Kyoto       | Japon       | Elfin Stakes           | Listed      | 1 600 m     | K. Matsuyama  | 1er / 12    | 4           | Wrightia              |
| 12 avril     | Hanshin     | Japon       | Oka Shō                | Gr. 1       | 1 600 m     | K. Matsuyama  | 1er / 18    | 1 ½         | Resistencia           |
| 24 mai       | Tokyo       | Japon       | Yūshun Himba           | Gr. 1       | 2 400 m     | K. Matsuyama  | 1er / 18    | 1/2         | Win Marilyn           |
| 18 octobre   | Kyoto       | Japon       | Shūka Shō              | Gr. 1       | 2 000 m     | K. Matsuyama  | 1er / 18    | 1 ¼         | Magic Castle          |
| 29 novembre  | Tokyo       | Japon       | Japan Cup              | Gr. 1       | 2 400 m     | K. Matsuyama  | 3e / 15     | 1 ½         | Almond Eye            |
| 2021, 4 ans  |             |             |                        |             |             |               |             |             |                       |
| 14 mars      | Hanshin     | Japon       | Kinko Sho              | Gr. 2       | 2 000 m     | K. Matsuyama  | 2e / 10     | encolure    | Gibeon                |
| 25 avril     | Sha Tin     | Hong Kong   | Queen Elizabeth II Cup | Gr. 1       | 2 000 m     | K. Matsuyama  | 3e / 7      | 1 ¼         | Loves Only You        |
| 2022, 5 ans  |             |             |                        |             |             |               |             |             |                       |
| 15 mai       | Tokyo       | Japon       | Victoria Mile          | Gr. 1       | 1 600 m     | K. Matsuyama  | 6e / 18     | 3 ¾         | Sodashi               |
| 26 juin      | Hanshin     | Japon       | Takarazuka Kinen       | Gr. 1       | 2 200 m     | K. Matsuyama  | 3e / 17     | 4           | Titleholder           |
| 25 septembre | Nakayama    | Japon       | Sankei Shō             | Gr. 2       | 2 200 m     | K. Matsuyama  | 6e / 13     | 6 ¼         | Geraldina             |
| 13 novembre  | Hanshin     | Japon       | Queen Elizabeth II Cup | Gr. 1       | 2 200 m     | K. Matsuyama  | 6e / 18     | 6 ¼         | Geraldina             |
| 27 novembre  | Tokyo       | Japon       | Japan Cup              | Gr. 1       | 2 400 m     | Tom. Marquand | 4e / 18     | 1 ½         | Vera Azul             |

## Origines
Daring Tact appartient à la première génération des produits de Epiphaneia, l'étalon le plus cher de Shadai Farm, 19 millions de yens la saillie. Deux ans plus tôt, il était proposé à 2,5 millions de yens. Ce lauréat du Kikuka Sho et de la Japan Cup, qui avait obtenu le deuxième rating mondial en 2014, a réalisé de tonitruants débuts au haras grâce à Daring Tact et au champion Efforia, élu cheval de l'année en 2021. La mère, Daring Bird, n'a rien montré en course mais sa place au haras était assurée puisqu'elle est la fille de la classique Daring Heart, lauréate des Queen Stakes and des Fuchu Himba Stakes, et placée des Oka Shō, de la NHK Mile Cup et du Victoria Mile. La famille est arrivée au Japon via la deuxième mère, Daring Danzig, achetée pour $ 435 000 à Keeneland en novembre 1998, et qui aux États-Unis avait donné Ecton Park (par Forty Niner), vainqueur du Super Derby (Gr.1), troisième du Pacific Classic et cinquième de la Dubaï World Cup.

### Pedigree
| Origines de Daring Tact (JPN), jument bai brun né en 2017 | Origines de Daring Tact (JPN), jument bai brun né en 2017 | Origines de Daring Tact (JPN), jument bai brun né en 2017 | Origines de Daring Tact (JPN), jument bai brun né en 2017 |
| --------------------------------------------------------- | --------------------------------------------------------- | --------------------------------------------------------- | --------------------------------------------------------- |
| Père Epiphaneia 2010                                      | Symboli Kris S 1999                                       | Kris S                                                    | Roberto                                                   |
| Père Epiphaneia 2010                                      | Symboli Kris S 1999                                       | Kris S                                                    | Sharp Queen                                               |
| Père Epiphaneia 2010                                      | Symboli Kris S 1999                                       | Tee Kay                                                   | Gold Meridian                                             |
| Père Epiphaneia 2010                                      | Symboli Kris S 1999                                       | Tee Kay                                                   | Tri Argo                                                  |
| Père Epiphaneia 2010                                      | Cesario 2002                                              | Special Week                                              | Sunday Silence                                            |
| Père Epiphaneia 2010                                      | Cesario 2002                                              | Special Week                                              | Campaign Girl                                             |
| Père Epiphaneia 2010                                      | Cesario 2002                                              | Kirov Premiere                                            | Sadler's Wells                                            |
| Père Epiphaneia 2010                                      | Cesario 2002                                              | Kirov Premiere                                            | Querida                                                   |
| Mère Daring Bird 2011                                     | King Kamehameha 2001                                      | Kingmambo                                                 | Mr. Prospector                                            |
| Mère Daring Bird 2011                                     | King Kamehameha 2001                                      | Kingmambo                                                 | Miesque                                                   |
| Mère Daring Bird 2011                                     | King Kamehameha 2001                                      | Manfath                                                   | Last Tycoon                                               |
| Mère Daring Bird 2011                                     | King Kamehameha 2001                                      | Manfath                                                   | Pilot Bird                                                |
| Mère Daring Bird 2011                                     | Daring Heart 2002                                         | Sunday Silence                                            | Halo                                                      |
| Mère Daring Bird 2011                                     | Daring Heart 2002                                         | Sunday Silence                                            | Wishing Well                                              |
| Mère Daring Bird 2011                                     | Daring Heart 2002                                         | Daring Danzig                                             | Danzig                                                    |
| Mère Daring Bird 2011                                     | Daring Heart 2002                                         | Daring Danzig                                             | Impetuous Gal (famille 1-l)                               |